# Uvaria cordata
Uvaria cordata là loài thực vật có hoa thuộc họ Na. Loài này được (Dunal) Alston miêu tả khoa học đầu tiên năm 1931.